# Garde nationale (monarchie de Juillet)
Pour les articles homonymes, voir Garde nationale.
Pour un article plus général, voir Garde nationale (France).

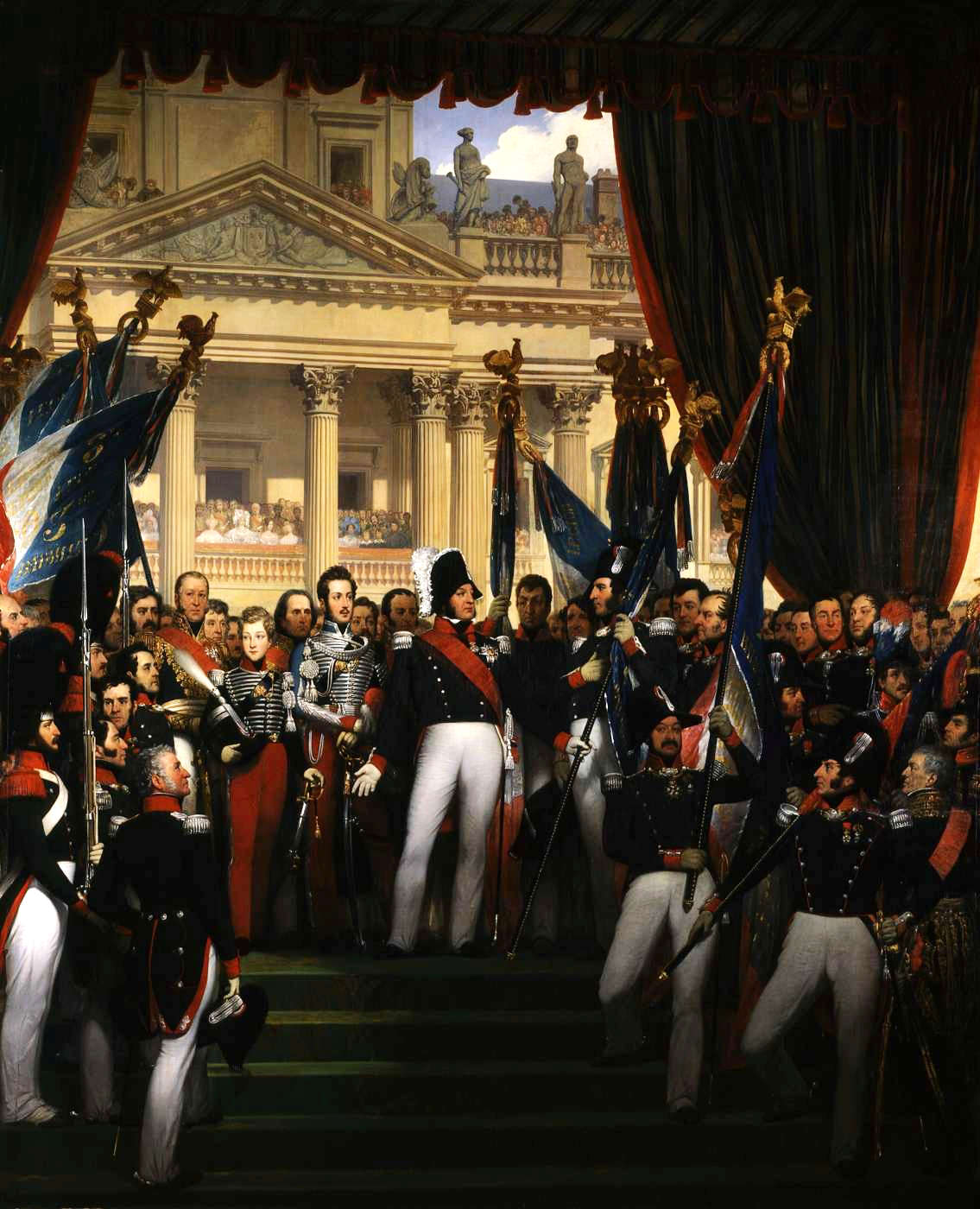
Le roi donne les drapeaux à la garde nationale de Paris et de la banlieue (29 août 1830) par Joseph-Désiré Court.

La garde nationale est, en France, une unité militaire rétablie en 1830 au moment des Trois Glorieuses après avoir été dissoute en 1827.

## Garde nationale sous la monarchie de Juillet
Sous la monarchie de Juillet, la garde nationale est placée, le 16 août 1830, sous la direction de La Fayette, figure emblématique de la guerre d'indépendance américaine et des idéaux de 1789, il est âgé de 73 ans et nommé commandant général des gardes nationales du royaume. Dès le 29 août 1830, Louis-Philippe passe en revue la garde nationale de Paris, forte de 60 000 hommes. Devant les acclamations des contribuables en armes, il s'écrie, en embrassant La Fayette : « Cela vaut mieux pour moi que le sacre de Reims ! ». On ne saurait mieux dire l'importance attachée à la milice bourgeoise du régime, garante de l'ordre public et de l'alliance de la monarchie de Juillet et des propriétaires.
La garde nationale montre son importance en décembre 1830, à l'occasion du procès des ministres de Charles X, où elle parvient à maintenir le calme dans Paris. Louis-Philippe, qui rend visite le 23 décembre aux douze arrondissements de la garde parisienne pour leur exprimer ses remerciements, est soulagé, mais il réalise aussi le danger pour la monarchie, à dépendre d'une seule force pour assurer l'ordre public. Il demande donc au ministre de la Guerre, le maréchal Soult, ancien officier de Napoléon, de réorganiser sans tarder l'armée de ligne. Il décide également de se débarrasser de La Fayette, trop peu fiable à ses yeux.
Le 22 décembre, le roi écrit à La Fayette pour le remercier d'avoir donné, « dans ces jours d'épreuves, l'exemple du courage, du patriotisme et du respect pour les lois », mais, en sous-main, il manœuvre à la Chambre des députés qui engage, dès le 24 décembre, le débat sur l'organisation de la garde nationale requis par l'article 69 de la Charte de 1830, selon lequel des lois doivent pourvoir « dans le plus court délai possible », notamment à « l'organisation de la garde nationale, avec intervention des gardes nationaux dans le choix de leurs officiers ». Or, durant le débat, des députés fidèles du Palais-Royal démontrent que la fonction de commandant en chef de toutes les unités du royaume est contraire à la Charte et fait voter sa suppression à la condition de donner à La Fayette « quelque marque de regret et quelque compensation ». Dès le lendemain, La Fayette démissionne. Le président du Conseil, Jacques Laffitte, et le ministre de l'Intérieur, Camille de Montalivet, lui-même colonel de la garde nationale, cherchent à trouver un compromis, mais La Fayette pose des conditions extravagantes : il veut la formation d'un nouveau ministère où n'entreraient que ses amis, la dissolution de la Chambre des députés et l'abolition de l'hérédité de la pairie. Le 26, il maintient sa démission. Louis-Philippe en prend aussitôt acte dans une brève et sèche lettre de regret. Le roi nomme alors le général Mouton de Lobau commandant de la garde nationale.

### Garde nationale d'Alger (1831)
Un bataillon de la garde nationale comprenant 500 Européens et placé sous le commandement d'un ancien officier français de la Grande Armée est créé à Alger, colonie française, en 1831.

### Organisation de la garde nationale (loi du 22 mars 1831)

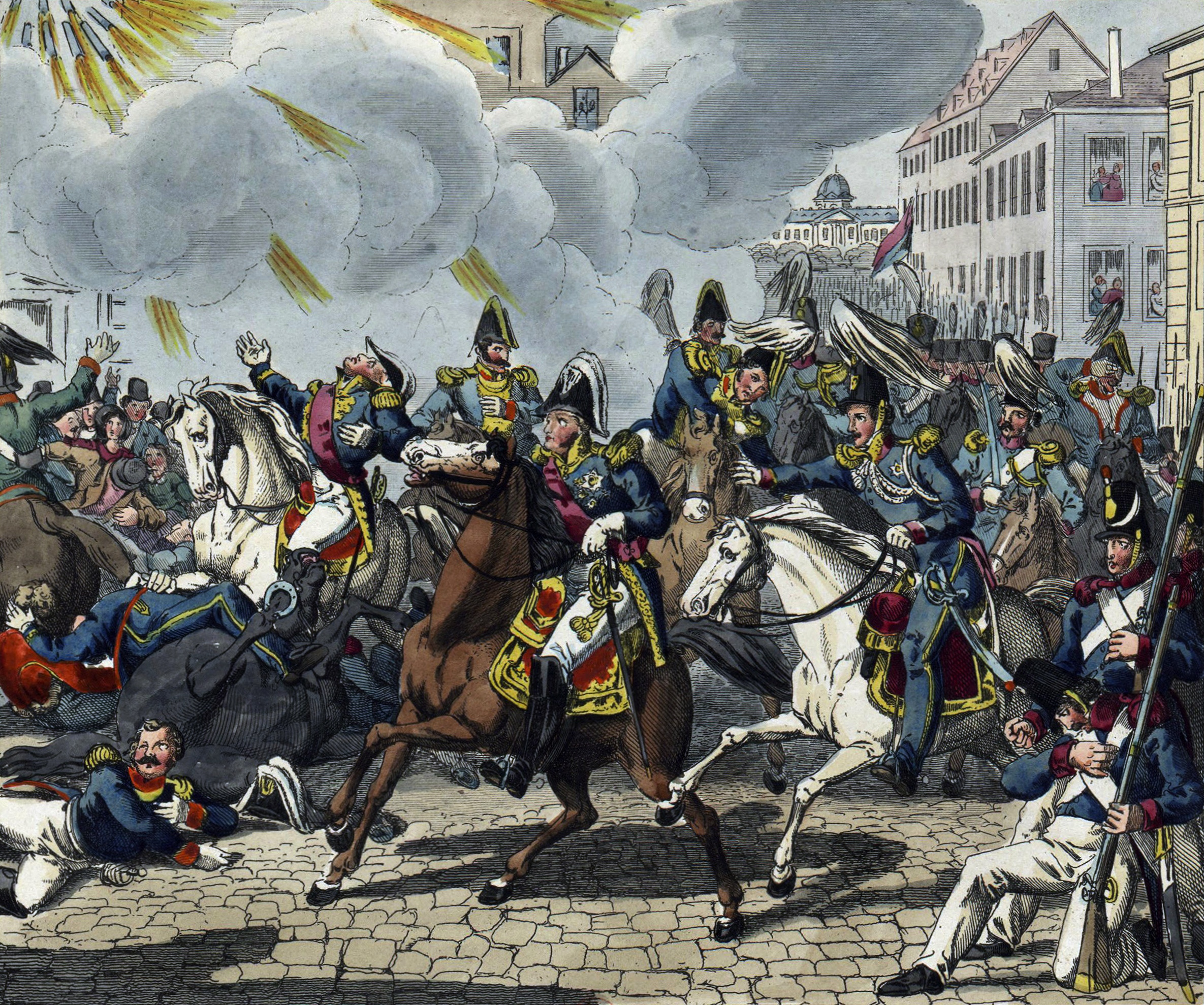
L'attentat de Giuseppe Fieschi perpétré le 28 juillet 1835 contre la famille royale alors que Louis-Philippe passait en revue les troupes de la garde nationale.

L'article 69 de la Charte révisée avait renvoyé à une loi « 5° L'organisation de la garde nationale, avec intervention des gardes nationaux dans le choix de leurs officiers ». Venu en discussion le 24 décembre 1830, le projet est voté le 5 mars par les députés, le 10 par les pairs, et promulgué le 22. La garde nationale est chargée de défendre la monarchie constitutionnelle, la Charte et les droits qu'elle consacre, pour maintenir l'obéissance aux lois, conserver ou rétablir la paix et l'ordre publics. En revanche, toute délibération prise par la garde nationale sur les affaires de l'État, du département ou de la commune est une atteinte à la liberté publique et un délit contre la chose publique et la Constitution (article 1er).
La garde nationale est théoriquement composée de tous les Français âgés de 20 à 60 ans (articles 2 et 9), mais la loi distingue le service ordinaire et le service de réserve (article 19), la répartition entre les deux étant faite par le conseil de recrutement de la commune, qui n'appelle au service ordinaire que ceux qui ont les moyens de supporter les frais d'habillement et d'armement et disposent du temps nécessaire pour le service. Aussi ne trouve-t-on dans le service ordinaire, le seul qui soit effectif, que des hommes aisés : ceci donne à la garde son caractère de milice bourgeoise, rempart des propriétaires contre le désordre.
Force civile, elle est organisée dans chaque commune (article 4) et placée sous l'autorité des maires, des préfets et du ministre de l'Intérieur (article 6).
Le refus du service est puni de quelques jours de détention.

### Évolution de la garde nationale
Sous la monarchie de Juillet, la garde nationale, milice bourgeoise du régime, joue un rôle crucial. À Paris, pendant toute la durée du règne de Louis-Philippe, la garde nationale compta près de 2 000 victimes[Quoi ?].
Les gardes nationaux se recrutent pour l'essentiel dans la bourgeoisie, puisqu'ils doivent justifier qu'ils payent l'impôt personnel et acheter eux-mêmes leur équipement. Pour autant, la grande majorité d'entre eux ne sont pas assez fortunés pour atteindre le cens de 200 francs de contributions directes exigé pour participer à l'élection des députés par la loi électorale du 19 avril 1831. Or, ils considèrent que si le régime attend d'eux qu'ils versent leur sang pour le défendre, il doit leur concéder la participation aux affaires politiques : l'élargissement du cens constitue donc une revendication permanente au sein de la garde nationale.
En janvier 1840, pendant que la Chambre des députés délibère sur l'adresse au roi, plusieurs centaines de gardes nationaux parisiens manifestent ainsi pour réclamer le droit de vote. Des comités ont lancé une vaste campagne de pétitions pour défendre les droits politiques des gardes nationaux, car tous ne peuvent pas voter. Ce mouvement s'étendra de 1838 à 1842 et ne réussira pas à infléchir la loi électorale. Ils sont reçus par Jacques Laffitte qui leur déclare : « En demandant la réforme électorale, vous vous montrez fidèles à l'esprit de la révolution de Juillet, dont les destinées ont paru un instant compromises par ceux qui avaient pour mission de les consolider. Du reste, les réformes, lorsqu'elles sont devenues nécessaires, sont le meilleur préservatif des révolutions ». Dans une proclamation du 14 janvier 1840, le maréchal Gérard, commandant supérieur des gardes nationales de la Seine et proche du roi, condamne ces manifestations au nom de la loi du 22 mars 1831 qui interdit à la garde toute délibération sur les affaires de l'État, du département ou de la commune.
À partir de 1840, la politisation des élections aboutit « à faire des élections parisiennes des capitaines de la garde les premières élections de masse à Paris, avec une participation plus forte qu'aux autres scrutins — même qu'aux assemblées primaires de la Révolution —, et avec une véritable stratégie de campagne de la part des candidats, incluant distributions de brochures et professions de foi ».

### Document historique: livret d'un soldat de la garde nationale du Haut-Rhin

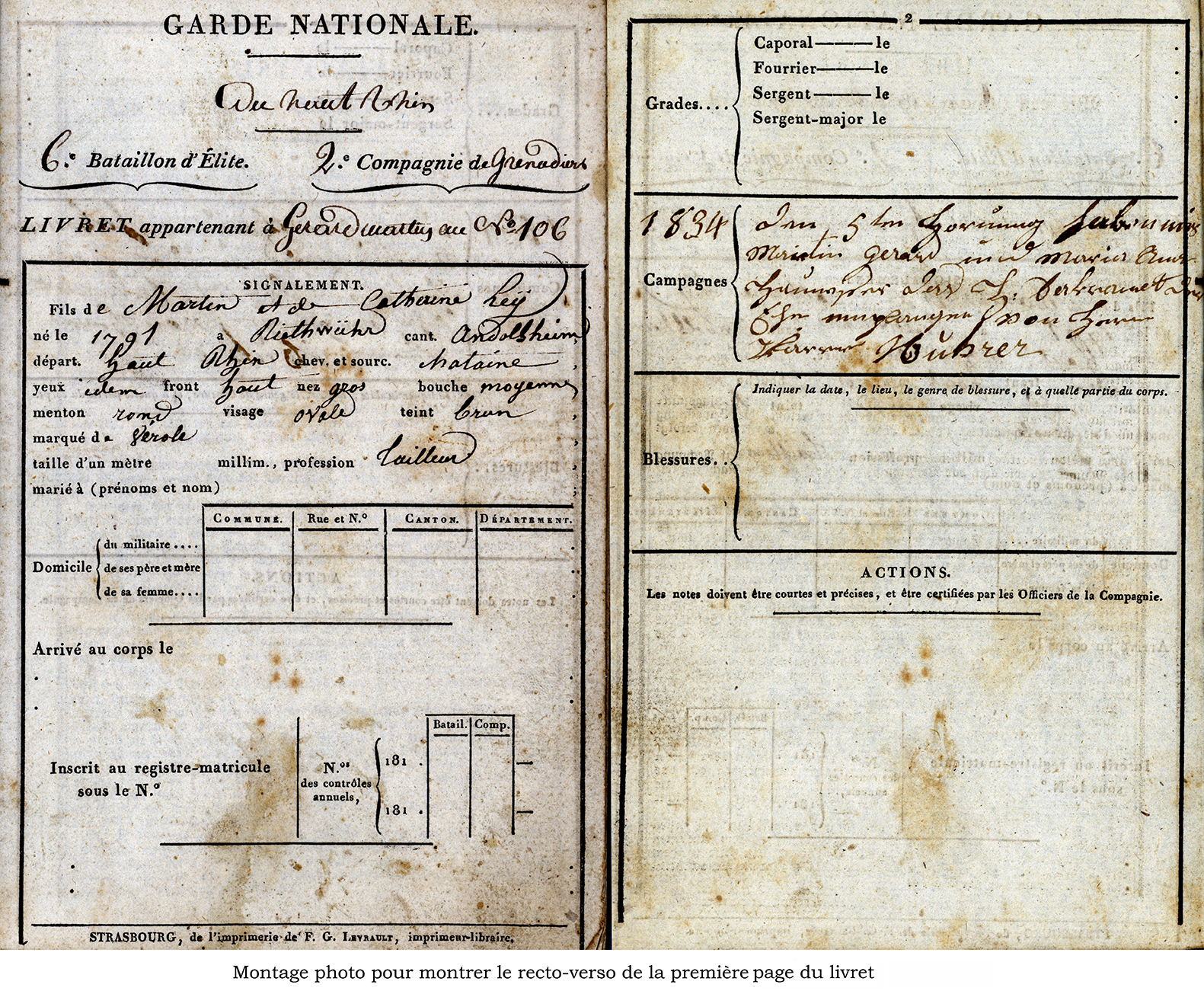
Recto verso de la première page du livret d'un soldat de la garde nationale du Haut-Rhin.

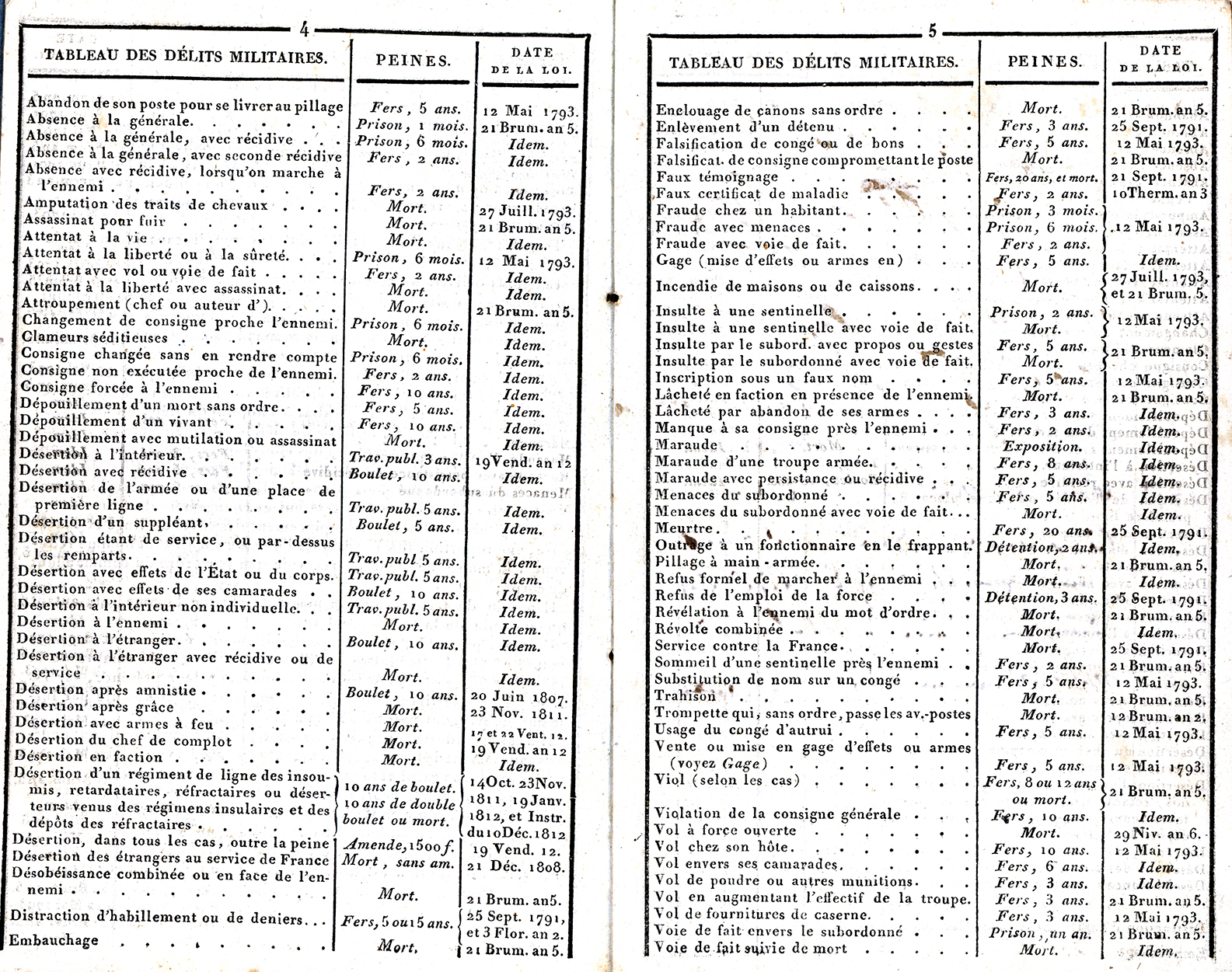
Tableau des délits militaires dans le livret d'un soldat de la garde nationale du Haut-Rhin.

Il s'agit ici du livret de Gérard Martin, né en 1791, de profession tailleur et membre du 6e bataillon d'élite, 2e compagnie de grenadiers.
Le livret d'un soldat de la garde nationale du Haut-Rhin était ainsi constitué des rubriques suivantes :
- Signalement : On peut y lire le descriptif du soldat. Pas de photo bien entendu vers 1830. Il y a un descriptif physique du soldat pour l'identifier : couleur des cheveux et des yeux, caractéristiques du front, du nez (par exemple, on a mis gros sur le livret de Gérard Martin), de la bouche, du menton et du visage. On a aussi le teint, ainsi que ce qui peut marquer le physique du soldat, par exemple vérole. Il y avait aussi la profession du soldat (tailleur pour Gérard Martin), sa situation familiale (non marié), sa date d'arrivée au corps, etc.
- Grades
- Campagnes. Le soldat Gérard Martin a, par exemple, effectué une campagne en 1834.
- Blessures
- Actions
- Instructions (en allemand et en français). Une série d'instructions sont mentionnées en allemand et en français. En français, on peut y lire par exemple que le soldat devait toujours être muni de son livret. On y retrouve aussi le tableau des délits militaires. À titre d'exemple, le refus formel de marcher à l'ennemi était puni de la mort par une loi du. L'insulte à une sentinelle avec voie de fait était aussi punie de la mort par une loi du 12 mai 1793.
- Compte ouvert de linge et chaussure. On peut y lire une sous rubrique habillement, équipement et armement. Parmi l'armement d'un soldat de l'époque, on a le fusil, la baïonnette, le fourreau, le sabre et le tire-balle.